# Downary (rejon stołpecki)
Downary (biał. Даўнары, Daunary; ros. Довнары, Downary) – wieś na Białorusi, w obwodzie mińskim, w rejonie stołpeckim, w sielsowiecie Rubieżewicze.

## Historia
W XIX i w początkach XX w. grupa zaścianków szlacheckich położonych w Rosji, w guberni mińskiej, w powiecie mińskim. Częściowo własność Radziwiłłów, później w posagu Stefanii Radziwiłł przeszły do Wittgensteinów. Druga część należała m.in. do Dopkiewiczów. Zamieszkane były przez szlachtę zagrodową.
W dwudziestoleciu międzywojennym leżały w Polsce, w województwie nowogródzkim, w powiecie stołpeckim, w gminie Rubieżewicze. W 1921 miejscowość liczyła 157 mieszkańców, zamieszkałych w 22 budynkach, w tym 156 Polaków i 1 Białorusina. 152 mieszkańców było wyznania rzymskokatolickiego i 5 prawosławnego. 
Po II wojnie światowej w granicach Związku Sowieckiego. Od 1991 w niepodległej Białorusi.